# Unione dei comuni della vite e dell'ulivo
L'Unione dei comuni della vite e dell'ulivo è stata un'unione di comuni della Liguria, in provincia di Savona, formata dai comuni di Arnasco, Casanova Lerrone, Ortovero e Vendone.

## Storia
L'unione è nata con atto costitutivo del 5 dicembre 2014 firmato nel municipio di Ortovero dai rappresentanti locali del territorio.
L'ente locale aveva sede ad Ortovero. Il primo presidente del Consiglio dell'Unione è stato Pietro Revetria.

## Descrizione
L'unione dei comuni comprendeva quella parte del territorio savonese legato alla storica coltivazione e relativa produzione della vite e dell'ulivo.
Per statuto l'Unione si occupava di questi servizi:
- organizzazione generale dell'amministrazione, gestione finanziaria e contabile e controllo;
- organizzazione dei servizi pubblici di interesse generale di ambito comunale, ivi compresi i servizi di trasporto pubblico comunale;
- catasto;
- la pianificazione urbanistica ed edilizia di ambito comunale nonché la partecipazione alla pianificazione territoriale di livello sovra comunale;
- attività, in ambito comunale, di pianificazione, di protezione civile e di coordinamento dei primi soccorsi;
- organizzazione e gestione dei rifiuti e la riscossione dei relativi tributi;
- progettazione e gestione del sistema locale dei servizi sociali ed erogazione delle relative prestazioni ai cittadini;
- edilizia scolastica, organizzazione e gestione dei servizi scolastici;
- polizia municipale e polizia amministrativa locale.

## Amministrazione
| Periodo         | Periodo        | Primo cittadino | Partito             | Carica                               | Note |
| --------------- | -------------- | --------------- | ------------------- | ------------------------------------ | ---- |
| 5 dicembre 2014 | 15 luglio 2015 | Andrea Delfino  | sindaco di Ortovero | rappresentante dell'Unione           |      |
| 15 luglio 2015  | in carica      | Pietro Revetria | sindaco di Vendone  | presidente del Consiglio dell'Unione |      |